# Старий одяг (фільм, 1925)
Старий одяг (англ. Old Clothes) — американська драма режисера Едварда Ф. Клайна 1925 року.

## Сюжет
Тімоті і Макс — партнери в нездоровому бізнесі. Мері наймається на роботу у офісі Натана і закохується в нього. Але його рідні відчувають, що вона не варта Натана.

## У ролях
- Джекі Куган — Тімоті Келлі
- Джоан Кроуфорд — Мері Райлі
- Макс Девідсон — Макс Гінзбург
- Лілліен Елліотт — мати Натана
- Аллан Форрест — Натан Берк
- Джим Мейсон — Чепуристий Ден
- Стентон Хек — монтажник
- Джо Бордо